# Язвенник песчаный
Язвенник песчаный (лат. Anthyllis vulneraria subsp. lapponica) — двулетнее или многолетнее травянистое растение, вид рода Язвенник (Anthyllis) семейства Бобовые (Fabaceae). Название указано по устаревшему синониму (лат. Anthyllis arenaria), перевод актуального латинского именования — Язвенник обыкновенный подвид лапландский.

## Ботаническое описание
Двулетнее или многолетнее растение, с тремя — девятью восходящими стеблями, высотой от 14 до 45 см, простыми или ветвящимися от середины, по всей длине опушенными короткими, плотно прилегающими волосками.
Прикорневые листья непарноперистосложные, с одной — четырьмя парами маленьких или иногда хорошо развитых боковых листочков и довольно крупным эллиптическим конечным листочком, при основании обычно суженным, на верхушке остроконечным; 2-4 стеблевых листа расположены в нижней половине стебля. Все листья снизу голые, сверху покрыты короткими прилегающими или прижатыми волосками.
Соцветия в диаметре 2-3 см. Чашечка одноцветная, покрыта волосками. Венчик светло-жёлтый, лодочка на верхушке нередко красная.
Бобы яйцевидные, невскрывающиеся, односемянные, заключенные в чашечку.
Цветение в июне — августе. Плодоношение в июле — августе.

## Распространение и экология
Бореальный европейский таксон. Произрастает в Скандинавии, Средней Европе. В России — на северо-востоке и северо-западе европейской части. Предпочитает песчаные почвы. Обитает в сосновых борах, верещатниках, а также на сухих лугах и по берегам рек, по железнодорожным насыпям.

## Охранный статус
Включен в Красную Книгу Волгоградской области.

## Классификация

### Таксономия
Anthyllis vulneraria subsp. lapponica (Hyl.) Jalas, 1950, Ann. Bot. Soc. Zool.-Bot. Fenn. «Vanamo» 24: 38
Подвид Язвенник обыкновенный подвид лапландский (Язвенник песчаный) относится к виду Язвенник обыкновенный (Anthyllis vulneraria) рода Язвенник (Anthyllis) подсемейства Мотыльковые (Papilionoideae) семейства Бобовые (Fabaceae) порядка Бобовоцветные (Fabales). Таксономическая схема в соответствии с Системой APG IV по состоянию на декабрь 2023 года:
|  |                                      |  |                                   |                                   |                   |  | ещё 3 семейства | ещё 3 семейства |                           |  |                                                 |  | еще 45 подтвержденных видов | еще 45 подтвержденных видов |  |
|  |                                      |  |                                   |                                   |                   |  | ещё 3 семейства | ещё 3 семейства |                           |  |                                                 |  | еще 45 подтвержденных видов | еще 45 подтвержденных видов |  |
|  |                                      |  |                                   | порядок Бобовоцветные             |                   |  |                 |                 | род Язвенник              |  |                                                 |  |                             |                             |  |
|  |                                      |  |                                   | порядок Бобовоцветные             |                   |  |                 |                 | род Язвенник              |  | подвид Язвенник обыкновенный подвид лапландский |  |                             |                             |  |
|  | отдел Цветковые, или Покрытосеменные |  |                                   |                                   | семейство Бобовые |  |                 |                 | вид Язвенник обыкновенный |  |                                                 |  |                             |                             |  |
|  | отдел Цветковые, или Покрытосеменные |  |                                   |                                   |                   |  |                 |                 |                           |  |                                                 |  |                             |                             |  |
|  |                                      |  | ещё 63 порядка цветковых растений | ещё 63 порядка цветковых растений |                   |  |                 | еще 795 родов   | еще 795 родов             |  |                                                 |  |                             |                             |  |
|  |                                      |  |                                   | ещё 63 порядка цветковых растений |                   |  |                 |                 | еще 795 родов             |  |                                                 |  |                             |                             |  |

## Синонимы
- Anthyllis arenaria (Rupr.) Juz.
- Anthyllis arenaria var. fennica (Jalas) Z.V.Klochkova
- Anthyllis fennica (Jalas) Z.V.Kloczkova
- Anthyllis fennica (Jalas) Akulova
- Anthyllis kuzenevae Juz.
- Anthyllis vulneraria subsp. arenaria (Rupr.) Tzvelev
- Anthyllis vulneraria subsp. fennica Jalas
- Anthyllis vulneraria var. arenaria (Rupr.) Lampinen
- Anthyllis vulneraria var. fennica (Jalas) Cullen
- Anthyllis vulneraria var. lapponica Hyl.
- Vulneraria rustica f. arenaria Rupr.